# Resistance (série de jogos eletrônicos)
Resistance é uma série de jogos eletrônicos de tiro em primeira pessoa criada e desenvolvida principalmente pela Insomniac Games e publicada pela Sony Computer Entertainment. Os títulos se passam em uma década de 1950 alternativa em que alienígenas chamados Quimeras invadiram e conquistaram a Terra, capturando e transformando humanos em supersoldados.
Os jogadores controlam o personagem Nathan Hale em Resistance: Fall of Man e Resistance 2, enquanto em Resistance 3 o protagonista é Joseph Capelli. Todos os três jogos da série principal foram lançados para PlayStation 3. A série também inclui dois títulos portáteis: Resistance: Retribution, desenvolvido pela SCE Bend Studio, para o PlayStation Portable; e Resistance: Burning Skies, desenvolvido pela Nihilistic Software, para PlayStation Vita.